# Deqadi
Deqadi är en ort i Azerbajdzjan. Den ligger i distriktet Astara Rayonu, i den södra delen av landet, 230 km söder om huvudstaden Baku. Deqadi ligger 28 meter över havet och antalet invånare är 722.
Terrängen runt Deqadi är kuperad västerut, men österut är den platt. Närmaste större samhälle är Astara, 11,4 km sydost om Deqadi.
I omgivningarna runt Deqadi växer huvudsakligen savannskog. Runt Deqadi är det ganska tätbefolkat, med 192 invånare per kvadratkilometer.